# North American A-27
North American Aviation A-27 là một phiên bản máy bay cường kích của North American BC-1. Thái Lan đặt mua 10 chiếc với tên gọi máy bay cường kích hạng nhẹ NA-69.

## Quốc gia sử dụng
Hoa Kỳ
- Quân đoàn Không quân Lục quân Hoa Kỳ

## Tính năng kỹ chiến thuật (A-27)
Đặc điểm tổng quát
- Kíp lái: 2
- Sức chứa: 2
- Chiều dài: 29 ft 0 in (8,84 m)
- Sải cánh: 42 ft 0 in (12,8 m)
- Chiều cao: 12 ft 2 in (3,71 m)
- Trọng lượng cất cánh tối đa: 6.730 lb (3053 kg)
- Động cơ: 1 × Wright R-1820, 785 hp (585 Kw)

 Hiệu suất bay 
- Vận tốc cực đại: 250 mph (402 km/h)
- Tầm bay: 800 dặm (1287,5 km)
- Trần bay: 28.000 ft (8534,4 m)

Trang bị vũ khí

- - 3 x súng máy 7,62 mm

  - 4 x quả bom 100lb